# Campos Altos
Campos Altos es un municipio brasileño del estado de Minas Gerais.
Fue elevado a la categoría de municipio con la denominación de Campos Altos, por el decreto de ley estatal n.º 1.058, del 31 de diciembre de 1943, separado de los municipios de Ibiá y São Gotardo, con la constitución de tres distritos: Campos Altos (distrito sede) y el distrito de Pratinha, desmembrados del municipio de Ibiá y el distrito de Sao Jerônimo dos Poções, separado, entonces, del municipio de Sao Gotardo.
Su población estimada en 2004 era de 14 695 habitantes.